# マンハッタンレコード
マンハッタンレコード（Manhattan Records）は、ヒップホップやR&Bなどの音楽CD・レコードを中心に販売するクラブミュージック専門店。

## 概要
1980年に東京都渋谷区渋谷で平川雅夫が創業。創業当時から当時はまだ珍しかったアメリカへのレコードの買い付けを定期的に行い、主にオールディーズ、ブルースやソウルなどの黒人音楽廃盤レコードブームの先駆けとなった。
1991年からは場所を現在の宇田川町に移し、90年代に勃興する渋谷系ムーブメントや日本のヒップホップの流行の牽引役となった。
1991年に株式会社レキシントンを設立。当時としては画期的なジャズ・ファンクと言われる音楽のアナログレコードの再発を手掛ける。
2007年に株式会社ウィゴーと経営統合。
90年代には以下の店舗を経営していた。
- ヒップホップ・R&B専門の1号店
- ハウス専門の2号店
- ジャズ専門の3号店
- ドラムンベース・ブレイクビーツ専門のHOTWAX
- モダンジャズ、クラシック、ワールド・ミュージック 中古盤専門のLAST CHANCE RECORDS(東北沢)

数多くのヒップホップ系アーティストを輩出したレーベル/マネジメントとしても運営。
- 関連店舗 マンハッタンクローズアンドシューズ

現在は渋谷区宇田川町の1店舗のみの経営。

## 沿革
1991年に宇田川町への移転に伴い多くの輸入及び中古レコード店が宇田川町周辺に集まるきっかけにもなった。
それ以降に宇田川町が「レコードの聖地」と言われる所以となった。業界のオピニオン・リーダーでもあった。
1990年代後半から2000年代初頭にかけてのDJブーム時はシーンを牽引し、廃盤商品を放出する前日には徹夜で行列するファンも多く現れた。
2014年12月31日に創業者の平川雅夫が逝去。翌年偲ぶ会が執り行われた。